# Чемпионат Тайваня по баскетболу
Плюс-Лига (англ. P. League+, сокращённо PLG) — тайваньская профессиональная баскетбольная лига, основанная в 2020 году.

## История
Плюс-Лига была основана Чэнь Цзянь Чоу (он же Блэки Чэнь) в 2020 году. Это первая полностью профессиональная баскетбольная лига на Тайване после того, как Китайский баскетбольный альянс (CBA) прекратил свою деятельность в 2000 году. Первые четыре команды, участвовавшие в первом сезоне — «Формоза Тайшинь Дримерс», «Синьчжу JKO Лайонирс», «Тайбэй Фубонь Брэйвз» и «Таоюань Пайлотс». Во втором сезоне 2021/2022 лига добавила ещё две команды — «Нью-Тайбэй Кингз» и «Гаосюн Стилерс».

## Команды
| Команда                | Расположение               | Арена                                                       | Основание | Присоединение к PLG | Карта                                         |
| ---------------------- | -------------------------- | ----------------------------------------------------------- | --------- | ------------------- | --------------------------------------------- |
| Гаосюн 17LIVE Стилерс  | город Гаосюн               | Fengshan Arena                                              | 2021      | 2021                | Дримерс Лайонирс Стилерс Кингз Брэйвз Пайлотс |
| Нью-Тайбэй Кингз       | город Новый Тайбэй         | Xinzhuang Gymnasium                                         | 2021      | 2021                | Дримерс Лайонирс Стилерс Кингз Брэйвз Пайлотс |
| Синьчжу Лайонирс       | уезд Синьчжу               | Hsinchu County Stadium                                      | 2020      | 2020                | Дримерс Лайонирс Стилерс Кингз Брэйвз Пайлотс |
| Тайбэй Фубонь Брэйвз   | город Тайбэй               | Heping Basketball Court                                     | 1982      | 2020                | Дримерс Лайонирс Стилерс Кингз Брэйвз Пайлотс |
| Таоюань Пауянь Пайлотс | город Таоюань              | Taoyuan Arena                                               | 2020      | 2020                | Дримерс Лайонирс Стилерс Кингз Брэйвз Пайлотс |
| Формоза Дримерс        | уезд Чжанхуа город Тайчжун | Changhua County Stadium Intercontinental Basketball Stadium | 2017      | 2020                | Дримерс Лайонирс Стилерс Кингз Брэйвз Пайлотс |

## Регулярный сезон
Каждой команде разрешено иметь в своём составе 16-ть местных (из которых могут быть либо двое игроков с тайваньскими корнями, либо один иностранный студент и один игрок с тайваньскими корнями) и 3-ёх иностранных игроков. В основе одновременно могут играть два иностранных игрока, но только один — в четвёртой четверти и овертайме.
В настоящее время каждая команда играет по 40 игр — 20 дома и 20 на выезде. Игры проводятся в основном в выходные и национальные праздники.

## Плей-офф
В первом сезоне три из четырёх команд выходили в плей-офф. В полуфинале команда, занявшая второе место в регулярном сезоне играла с третьей в серии до трёх побед. В финальной серии до четырёх побед играли победитель регулярного сезона и победитель полуфинала.
Поскольку во втором сезоне лига расширилась, в плей-офф стали выходить четыре из шести команд. Первые четыре команды регулярного сезона играют полуфинальную серию до трёх побед. Финальная серия играется до четырёх побед.
Посев в плей-офф основывается на результатах каждой команды в регулярном сезоне. Преимущество домашней площадки во всех сериях принадлежит команде с более высоким посевом.

## Чемпионы
| Команда              | Чемпион | Финалист | Всего | Чемпионства      | Финалы |
| -------------------- | ------- | -------- | ----- | ---------------- | ------ |
| Тайбэй Фубонь Брэйвз | 3       | 0        | 3     | 2021, 2022, 2023 | —      |
| Формоза Дримерс      | 0       | 1        | 1     | —                | 2021   |
| Синьчжу Лайонирс     | 0       | 1        | 1     | —                | 2022   |
| Нью-Тайбэй Кингз     | 0       | 1        | 1     | —                | 2023   |

## Известные игроки
- Уилл Артино — игрок сб. Китайского Тайбэя
- Энтони Беннетт — бывший игрок НБА
- Кит Бенсон — бывший игрок НБА
- Сим Буллар — лучший иностранец сезона (2021/22)
- Ву Тай Хао — игрок сб. Китайского Тайбэя
- Ву Юн Шэн — игрок сб. Китайского Тайбэя
- Брэндон Гилбек — лучший оборонительный игрок сезона (2022/23)
- Перри Джонс — бывший игрок НБА
- Терренс Джонс — бывший игрок НБА
- Крис Джонсон — MVP финала (2023)
- Бранден Доусон — бывший игрок НБА
- Куинси Дэвис — игрок сб. Китайского Тайбэя
- Остин Дэй — бывший игрок НБА
- Игорь Зайцев — лучший иностранец сезона (2020/21)
- Као Куо Хао — лучший новичок сезона (2020/21)
- Вячеслав Кравцов — игрок сб. Украины
- Дуглас Крейтон — игрок сб. Китайского Тайбэя
- Рики Ледо — бывший игрок НБА
- Ли Кай Янь — игрок сб. Китайского Тайбэя
- Ли Тэ Вэй — игрок сб. Китайского Тайбэя
- ДеАндре Лиггинс — бывший игрок НБА
- Джереми Лин — бывший игрок НБА
- Линь И Хуэй — игрок сб. Китайского Тайбэя
- Линь Чи Вэй — игрок сб. Китайского Тайбэя
- Линь Чи Цзе — игрок сб. Китайского Тайбэя
- Линь Чунь Чи — игрок сб. Китайского Тайбэя
- Лю Чи Минь — игрок сб. Китайского Тайбэя
- Лю Чунь Сян — игрок сб. Китайского Тайбэя
- Лю Чэн Цзюй — игрок сб. Китайского Тайбэя
- Крис МакКаллох — бывший игрок НБА
- Байрон Малленс — лучший иностранец сезона (2022/23)
- Малькольм Миллер — бывший игрок НБА
- Тони Митчелл — бывший игрок НБА
- Дэниел Очефу — бывший игрок НБА
- Пай Яо Чэн — лучший новичок сезона (2022/23)
- Пэн Чунь Ень — игрок сб. Китайского Тайбэя
- Джулиан Райт — бывший игрок НБА
- Дейвон Рид — бывший игрок НБА
- Девин Робинсон — бывший игрок НБА
- Сани Сакакини — игрок сб. Палестины
- Майк Синглетари — MVP финала (2021, 2022)
- Сю Ши Сюань — игрок сб. Китайского Тайбэя
- Хашим Табит — лучший оборонительный игрок сезона (2020/21)
- Джереми Тайлер — бывший игрок НБА
- Тьень Лэй — игрок сб. Китайского Тайбэя
- Уилли Уоррен — бывший игрок НБА
- Томас Уэлш — лучший оборонительный игрок сезона (2021/22)
- Мэнни Харрис — бывший игрок НБА
- Аарон Харрисон — бывший игрок НБА
- Хуан Хун Хань — игрок сб. Китайского Тайбэя
- Хун Чжи Шань — игрок сб. Китайского Тайбэя
- Цай Вэнь Чэн — игрок сб. Китайского Тайбэя
- Стивен Циммерман — бывший игрок НБА
- Цэн Вэнь Тин — игрок сб. Китайского Тайбэя
- Цэн Сян Чунь — игрок сб. Китайского Тайбэя
- Чан Цун Сянь — MVP сезона (2020/21)
- Чжоу И Сян — игрок сб. Китайского Тайбэя
- Чжоу По Сюнь — игрок сб. Китайского Тайбэя
- Чжоу По Чень — игрок сб. Китайского Тайбэя
- Чиэн Ли Хуань — игрок сб. Китайского Тайбэя
- Чиэнь Вэй Джу — игрок сб. Китайского Тайбэя
- Чиэнь Ю Че — игрок сб. Китайского Тайбэя
- Чэнь Куань Чуань — игрок сб. Китайского Тайбэя
- Чэнь Цзин Хуань — игрок сб. Китайского Тайбэя
- Чэнь Ю Вэй — лучший новичок сезона (2021/22)
- Джефф Эйрс — бывший игрок НБА
- Ян Чинь Минь — MVP сезона (2021/22, 2022/23)